# 布赖 (厄尔省)
布赖（法語：Bray，法語發音：[bʁɛ] ⓘ）是法国厄尔省的一个市镇，属于贝尔奈区。

## 地理
布赖（49°6'26"N, 0°50'33"E）面积5.85 平方千米，位于法国诺曼底大区厄尔省，该省份为法国北部内陆省份，北起滨海塞纳省，西接奧恩省和卡爾瓦多斯省，南至厄尔-卢瓦省，东临瓦兹省、瓦兹河谷省和伊夫林省。
与布赖接壤的市镇（或旧市镇、城区）包括：巴尔克、博蒙泰勒、孔邦、埃卡当维尔-拉康帕涅、勒普莱西-圣奥波蒂娜、古皮勒奥通。

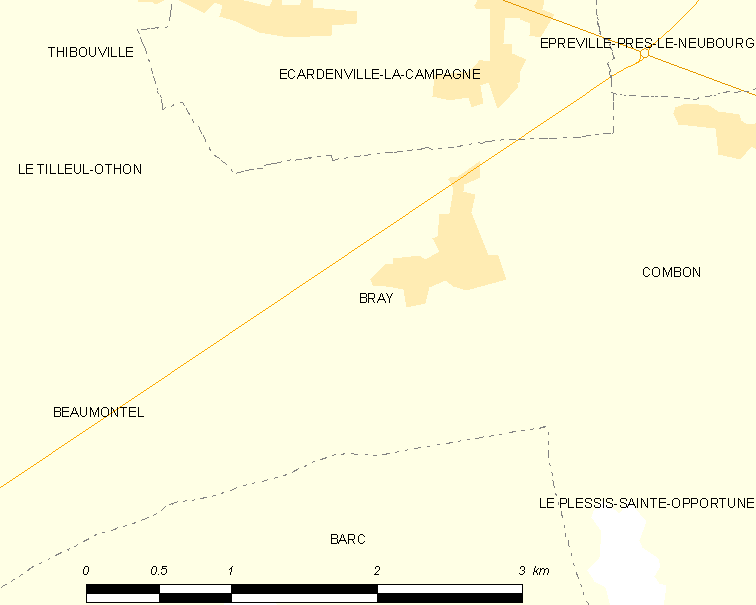
的OSM定位图

布赖的时区为UTC+01:00、UTC+02:00（夏令时）。

## 行政
布赖的邮政编码为27170，INSEE市镇编码为27109。

## 政治
布赖所属的省级选区为布里奥讷县。

## 人口

1962-2008年间人口变化图示

布赖于2022年1月1日时的人口数量为400人。